# Ornitòptera reina Alexandra

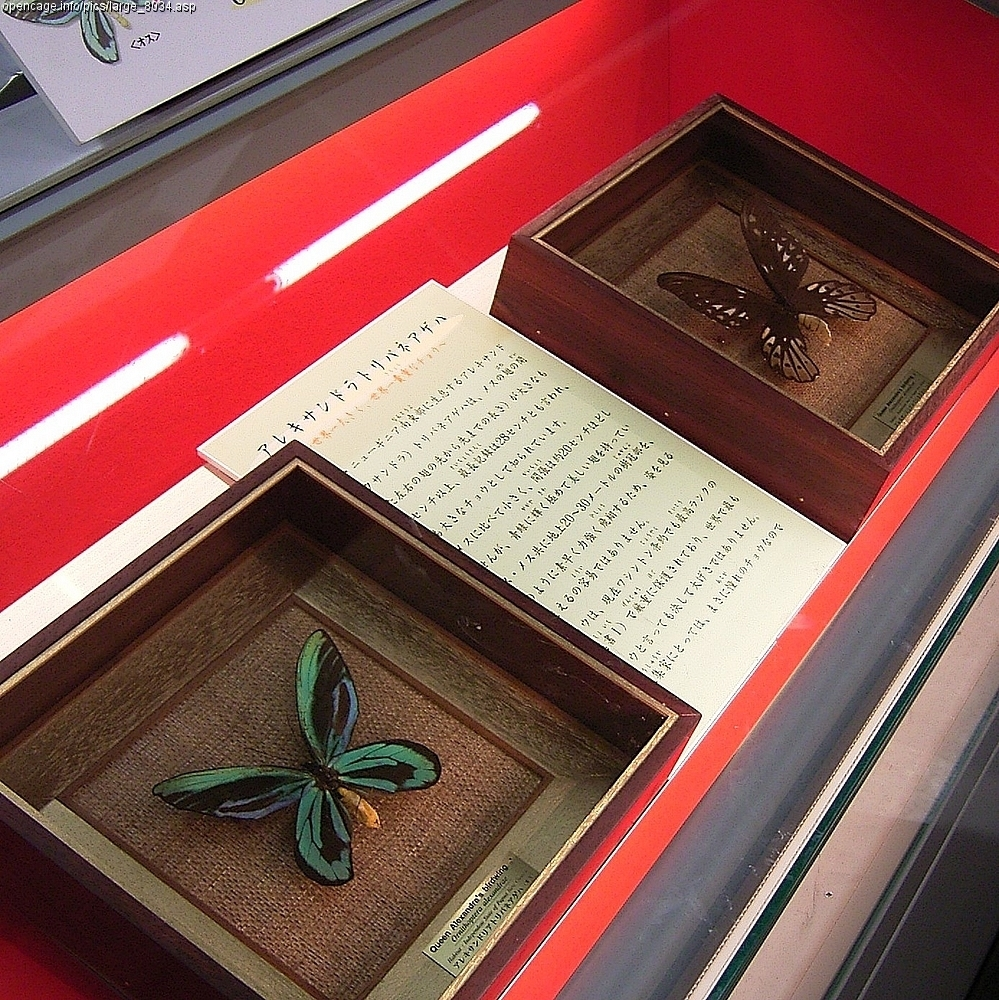
Espècimens al museu Itami, al Japó

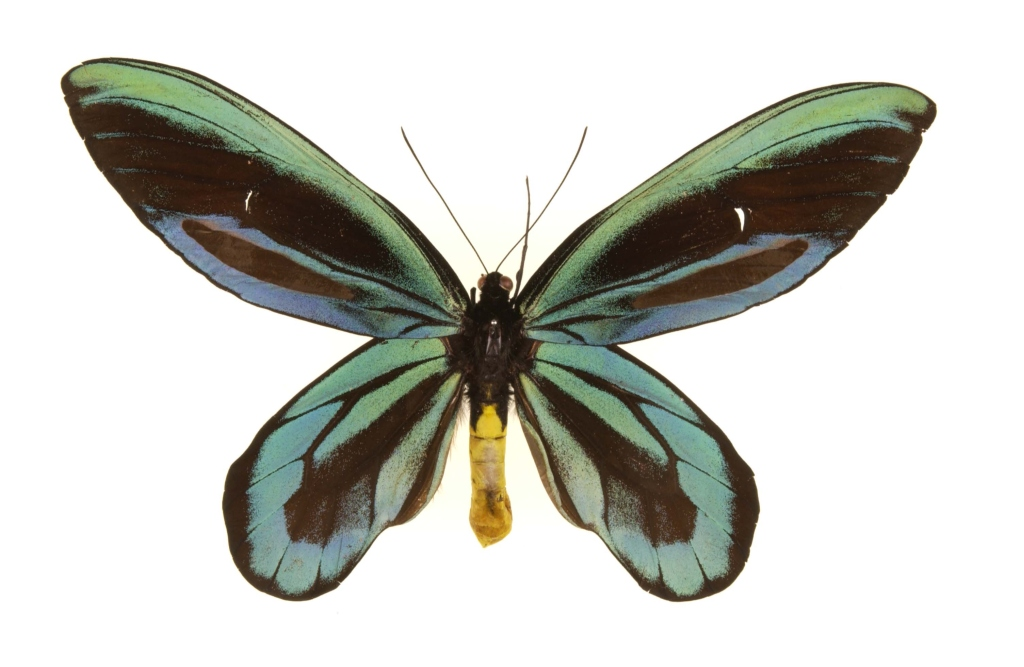
Detall

L'ornitòptera reina Alexandra (Ornithoptera alexandrae) és una espècie de lepidòpter papilionoïdeu de la família dels papiliònids (Papilionidae). És la papallona més gran de la Terra.

## Etimologia
Va ésser així anomenada per Albert Stewart Meek en honor de la reina Alexandra de Dinamarca (1844-1925), esposa del rei Eduard VII del Regne Unit (1841-1910).

## Descripció
Presenta dimorfisme sexual: les femelles són més grans que els mascles, ja que poden arribar a una envergadura de 31 cm, una longitud corporal de 8 i una massa corporal de fins a 12 g. A més, té les ales més rodones i amples, de color marró amb marques blanques i un cos de color crema amb una petita secció de color vermell al tòrax.
Els mascles són més petits, tenen les ales de color marró amb iridescències blaves i marques verdes, i un abdomen de color groc brillant. Llur envergadura és, si fa no fa, de 20 cm, tot i que la mitjana se situa al voltant de 16.

## Reproducció
Triga aproximadament un mes des que és un ou fins a esdevindre adult. La posta (només entre 25 i 27 ous) es realitza a la planta Aristolochia schlecteri, la qual es troba a les capçades dels arbres que mesuren, com a mínim, 40 m d'alçària. Els ous fan 4 mm de diàmetre, les larves 11 x 3 cm i les pupes 9 x 3. L'eruga és de color negre i té una taca de color crema al centre del seu cos i tentacles carnosos per tot el seu cos.

## Alimentació
El primer àpat de l'eruga és la mateixa closca de l'ou. Després es nodrirà d'Aristolochia dielsiana i Aristolochia schlechteri, i incorporarà el verí d'aquestes plantes al seu cos, la qual cosa el farà desagradable als depredadors. Com a adult libarà nèctar.

## Hàbitat
És situat a 800 m d'altitud.

## Distribució geogràfica
Viu al nord de Papua Nova Guinea: l'est de les muntanyes Owen Stanley.

## Longevitat
Els adults tenen una esperança de vida de 3 mesos.

## Estat de conservació
L'any 1951, una erupció volcànica va destruir 250 km² del seu hàbitat principal i avui n'ocupa només 100. Actualment es troba en perill d'extinció a causa de l'establiment i expansió de plantacions per produir oli de palma, cacau i cautxú al seu hàbitat natural.